# .al
.al為阿爾巴尼亞國家及地區頂級域（ccTLD）的域名。注册该顶级域的域名字符数必须在2至63之间，尽管阿尔巴尼亚语存在一些特殊字母，该域名并不支持国际化域名。

## 外部連結
- IANA .al（域名信息）（页面存档备份，存于）
- WebHost.al（認可註冊商）（页面存档备份，存于）
- Host.a（認可註冊商）（页面存档备份，存于）
- IRegister（認可註冊商）（页面存档备份，存于）
- Hostime.al（域名註冊商）（页面存档备份，存于）
- AKEP（電子及郵政通訊管理局）（页面存档备份，存于）